# Heteroligus planifrons
Heteroligus planifrons är en skalbaggsart som beskrevs av Heinrich Bernward Prell 1914. Heteroligus planifrons ingår i släktet Heteroligus och familjen Dynastidae. Inga underarter finns listade i Catalogue of Life.